# Турбина на Банки
Турбината на Банки или турбина на Банки-Мичел е проста водна турбина с постоянно налягане. Особеност на този тип водни турбини е, че водата протича в две посоки около лопатките на ротора. Изобретена е от Ентъни Мичъл (1870-1959), Донат Банки (1859–1922) и Фриц Осбергер.

## Приложение
Заради своята проста конструкция този тип турбини се използва често в малките водни електроцентрали (ВЕЦ).

## Коефициент на полезно действие
Енергийният коефициент на полезно действие на този тип турбини достига 70÷85%.